# Aszot Chaczatrian (zapaśnik)
Aszot Chaczatrian (orm. Շանթ Խաչատրյանը; ur. 2004) – ormiański zapaśnik startujący w stylu klasycznym.
Zajął jedenaste miejsce na mistrzostwach Europy w 2024. Brązowy medalista wojskowych MŚ w 2024. Drugi na ME juniorów w 2022 roku.